# Gacko (kommun)
Kommunen Gacko (serbiska: Opština Gacko, kyrillisk skrift: Општина Гацко) är en kommun i Serbiska republiken i sydöstra Bosnien och Hercegovina. Kommunen hade 8 990 invånare vid folkräkningen år 2013, på en yta av 728,36 km².
Av kommunens befolkning är 95,17 % serber, 4,10 % bosniaker, 0,29 % montenegriner och 0,17 % kroater (2013).